# Dvärgsparvduva
Dvärgsparvduva (Columbina minuta) är en fågel i familjen duvor inom ordningen duvfåglar.

## Utseende
Dvärgsparvduvan är som namnet avslöjar en mycket liten duva. Båda könen är rätt enfärgade, med diagnostiska lilafärgade teckningar på ryggen, även om färgen ofta är svår att se. Honan förväxlas lätt med den mycket vanligare rostsparvduvan som också har rent otecknad bröst, men denna är större och har varmare brun fjäderdräkt.

## Utbredning och systematik
Dvärgsparvduvan förekommer från sydöstra Mexiko söderut till nordöstra Argentina och Peru. Den delas in i fyra underarter med följande utbredning:
- Columbina minuta minuta – östra Colombia till Venezuela, Guyana, södra Brasilien och nordöstra Argentina
- Columbina minuta interrupta – sydöstra Mexiko, Belize, Guatemala och Nicaragua
- Columbina minuta elaeodes – Costa Rica och västra centrala Colombia
- Columbina minuta amazilia – torra kuster i sydvästra Ecuador och Peru (söderut till Lima)

Underarten amazilia inkluderas ibland i nominatformen.

## Levnadssätt
Dvärgsparvduvan hittas i savann och öppna gräsmarker med sprida låga buskar och Sabal-palmer. Lokalt kan den också påträffas i sockerrörsplantage och betesmarker. Fågeln ses vanligen i par eller smågrupper, ibland tillsammans med andra sparduvor.

## Status
Arten har ett stort utbredningsområde och beståndet anses stabilt. Internationella naturvårdsunionen IUCN listar den därför som livskraftig (LC). Beståndet uppskattas till i storleksordningen en halv till fem miljoner vuxna individer.

## Bilder

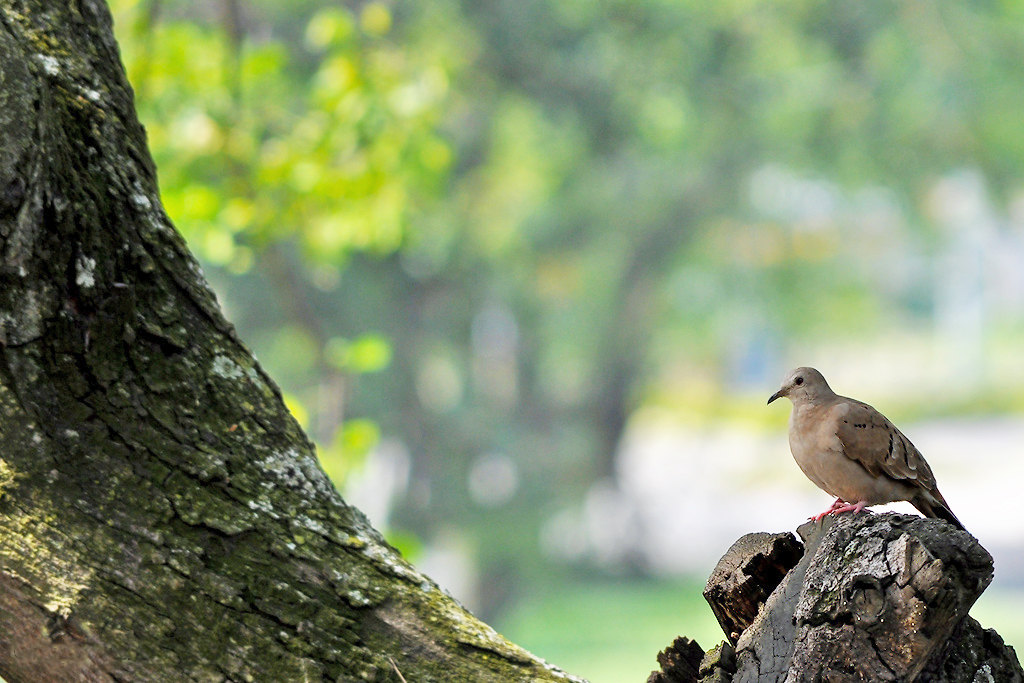